# SK Siltron
SK siltron Co., Ltd., ein Tochterunternehmen der SK Group, ist ein Hersteller von Wafern aus Reinstsilizium mit Sitz in Gumi, Südkorea.

Historisches Logo

## Geschichte
Siltron, früher Dongbu Electronic and Communications Co., wurde 1983 gegründet. Die Umbenennung in Siltron erfolgte 1990 mit der Übernahme durch „Lucky Advanced Materials Inc.“.
Im Januar 2017 gaben LG und die SK Holding bekannt, dass die 51 % von LG Electronics gehaltenen Anteile an LG Siltron von der SK Holding übernommen werden würden. Nach der Übernahme wurde das Unternehmen im August 2017 in SK Siltron Inc. umfirmiert.
Die restlichen Anteile werden von KTB Network Co. Ltd. und Vogo Investment Fund, zweier koreanischer Private-Equity-Unternehmen, gehalten. Diese übernahmen die Anteile 2006 von Dongbu Steel.

## Produkte
Das Unternehmen stellt Wafer der Durchmesser 150 bis 450 mm in Gumi und Incheon her und ist der viertgrößte Hersteller von 300 mm Wafern. Neben polierten Wafern werden auch epitaxierte Wafer erzeugt, ein Teil der Produktion erfolgt für die Solarindustrie (Solar-Wafer).